# مريديث بروكس
مريديث بروكس (بالإنجليزية: Meredith Brooks)‏ هي مغنية وعازفة قيثارة وملحنة ومغنية مؤلفة أمريكية، ولدت في 12 يونيو 1958 في أوريغون سيتي في الولايات المتحدة.

## وصلات خارجية
- الموقع الرسمي
- مريديث بروكس على موقع IMDb (الإنجليزية)
- مريديث بروكس على موقع ميوزك برينز (الإنجليزية)
- مريديث بروكس على موقع أول ميوزيك (الإنجليزية)
- مريديث بروكس على موقع ديسكوغز (الإنجليزية)
- مريديث بروكس على موقع قاعدة بيانات الفيلم (الإنجليزية)